# Людиново II
Людиново-2 — железнодорожная станция в городе Людиново Калужской области. Станция расположена в северо-западной части города. К востоку от станции находится начало улицы III Интернационала.
Регулярное пригородное сообщение дизель-поездами осуществляется во всех направлениях. Направления на Брянск, Фаянсовую.

## Дальнее сообщение
| № поезда | Маршрут движения | № поезда | Маршрут движения |
| -------- | ---------------- | -------- | ---------------- |
| 75       | Москва — Гомель  | 76       | Гомель — Москва  |